# Consistórios de Clemente VIII
O Papa Clemente VIII (r. 1592–1605) criou 53 cardeais em seis consistórios 

## 17 de setembro de 1593
1. Lucio Sassi - Cardeal Sacerdote
2. Francisco de Toledo Herrera , SJ - Cardeal Sacerdote
3. Pietro Aldobrandini - Cardeal Bispo
4. Cinzio Passeri Aldobrandini - Cardeal Sacerdote

## 5 de junho de 1596
1. Silvio Savelli
2. Lorenzo Priuli
3. Francesco Maria Tarugi, C.O.
4. Ottavio Bandini
5. Francesco Cornaro, Jr.
6. Anne d'Escars de Givry, O.S.B.
7. Giovanni Francesco Biandrate di San Giorgio Aldobrandini
8. Camillo Borghese (Futuro Papa Paulo V)
9. César Barônio, C.O.
10. Lorenzo Bianchetti
11. Francisco de Ávila
12. Fernando Niño de Guevara
13. Bartolomeo Cesi
14. Francesco Mantica
15. Pompeo Arrigoni
16. Andrea Baroni Peretti Montalto

## 18 de dezembro de 1596
1. Philipp da Baviera

## 3 de março de 1599
1. Bonifazio Bevilacqua Aldobrandini - Cardeal Bispo
2. Bernardo Sandoval Rojas - Cardeal Sacerdote
3. Alfonso Visconti - Cardeal Sacerdote
4. Domenico Toschi - Sacerdote Cardeal
5. Arnaud d'Ossat - Cardeal Sacerdote
6. Paolo Emilio Zacchia - Cardeal Sacerdote
7. Franz Seraph von Dietrichstein - Cardeal Sacerdote
8. Silvio Antoniano - Cardeal Sacerdote
9. Roberto Bellarmino , SJ - Sacerdote Cardeal
10. Bonviso Bonvisi - Cardeal Sacerdote
11. François d'Escoubleau de Sourdis - Cardeal Diácono, então elevado ao cardeal sacerdote
12. Alessandro d'Este - Cardeal Sacerdote
13. Giovanni Battista Deti - Cardeal Diácono, então elevado ao Cardeal Sacerdote, finalmente elevado ao Cardeal Bishop

## 17 de setembro de 1603
1. Silvestro Aldobrandini

## 9 de junho de 1604
1. Séraphin Olivier-Razali
2. Domenico Ginnasi
3. Antonio Zapata y Cisneros
4. Filippo Spinelli
5. Carlo Conti
6. Bernard Maciejowski
7. Carlo Gaudenzio Madruzzo
8. Jacques Davy Du Perron
9. Innocenzo Del Bufalo-Cancellieri
10. Giovanni Delfino
11. Giacomo Sannesio
12. Erminio Valenti
13. Girolamo Agucchi
14. Girolamo Pamphilj
15. Ferdinando Taverna
16. Anselmo Marzato, O.F.M.Cap.
17. Giovanni Doria
18. Carlos Emanuel Pio de Saboia